# Vítor Jacaré
Francisco Vítor Silva Costa (Caririaçu, Ceará, Brasil, 24 de octubre de 1999), conocido como Vítor Jacaré o simplemente Jacaré, es un futbolista brasileño que juega como delantero en el E. C. Bahia del Campeonato Brasileño de Serie B.

## Trayectoria
Nacido en Caririaçu, Ceará, nunca jugó en ninguna formación juvenil hasta 2017, cuando impresionó jugando en un equipo amateur y posteriormente se incorporó al A. D. R. C. Icasa. Debutó con el equipo mayor el 20 de agosto de ese año, siendo titular en el empate 0-0 en casa contra el Caucaia E. C., por la Copa Fares Lopes de 2017.
Tras solo un partido más, fue cedido al Fortaleza E. C., donde actuó principalmente con el equipo sub-20 y jugó un partido con el primer equipo en el Campeonato Cearense. En abril de 2019, tras regresar de su cesión, rescindió con su club matriz tras alegar impagos, y firmó por Caucaia en el mes siguiente.
El 27 de febrero de 2020, tras ayudar al Caucaia a ganar la segunda división del Cearense y el Fares Lopes, firmó un precontrato con el Ceará S. C. Fue anunciado oficialmente el 3 de junio, acordando un contrato hasta diciembre de 2022.
Debutó en el Campeonato Brasileño de Serie A el 8 de agosto de 2020, entrando en el descanso en sustitución de Rafael Sóbis en la derrota a domicilio por 2-3 ante el S. C. Recife, marcando además el segundo gol de su equipo en el partido. En marzo del año siguiente, sufrió una lesión de rodilla que le mantuvo de baja durante ocho meses.
Tras regresar de su lesión, jugó cuatro partidos en la temporada 2022 antes de rescindir su contrato el 16 de marzo y fichar por el E. C. Bahia.

## Estadísticas

### Clubes
Actualizado al último partido disputado el 5 de octubre de 2022.
| Club                     | Div.          | Temporada     | Liga  | Liga  | Estatal | Estatal | Copas nacionales | Copas nacionales | Copas internacionales | Copas internacionales | Total | Total |
| Club                     | Div.          | Temporada     | Part. | Goles | Part.   | Goles   | Part.            | Goles            | Part.                 | Goles                 | Part. | Goles |
| ------------------------ | ------------- | ------------- | ----- | ----- | ------- | ------- | ---------------- | ---------------- | --------------------- | --------------------- | ----- | ----- |
| Fortaleza E. C. · Brasil | 2.ª           | 2018          | 0     | 0     | 1       | 0       | 0                | 0                | ―                     | ―                     | 1     | 0     |
| Fortaleza E. C. · Brasil | 1.ª           | 2019          | 0     | 0     | 0       | 0       | 0                | 0                | ―                     | ―                     | 0     | 0     |
| Fortaleza E. C. · Brasil | Total club    | Total club    | 0     | 0     | 1       | 0       | 0                | 0                | 0                     | 0                     | 1     | 0     |
| Caucaia E. C. · Brasil   | 4.ª           | 2020          | 0     | 0     | 11      | 5       | 1                | 1                | ―                     | ―                     | 12    | 6     |
| Caucaia E. C. · Brasil   | Total club    | Total club    | 0     | 0     | 11      | 5       | 1                | 1                | 0                     | 0                     | 12    | 6     |
| Ceará S. C. · Brasil     | 1.ª           | 2020          | 10    | 1     | 1       | 0       | 0                | 0                | ―                     | ―                     | 11    | 1     |
| Ceará S. C. · Brasil     | 1.ª           | 2021          | 0     | 0     | 5       | 2       | 0                | 0                | ―                     | ―                     | 5     | 2     |
| Ceará S. C. · Brasil     | 1.ª           | 2022          | 0     | 0     | 4       | 0       | 0                | 0                | ―                     | ―                     | 4     | 0     |
| Ceará S. C. · Brasil     | Total club    | Total club    | 10    | 1     | 10      | 2       | 0                | 0                | 0                     | 0                     | 20    | 3     |
| E. C. Bahia · Brasil     | 2.ª           | 2022          | 30    | 5     | 0       | 0       | 4                | 0                | ―                     | ―                     | 34    | 5     |
| E. C. Bahia · Brasil     | Total club    | Total club    | 30    | 5     | 0       | 0       | 4                | 0                | 0                     | 0                     | 34    | 5     |
| Total carrera            | Total carrera | Total carrera | 40    | 6     | 22      | 7       | 5                | 1                | 0                     | 0                     | 67    | 14    |